# سوپرآنتی‌ژن

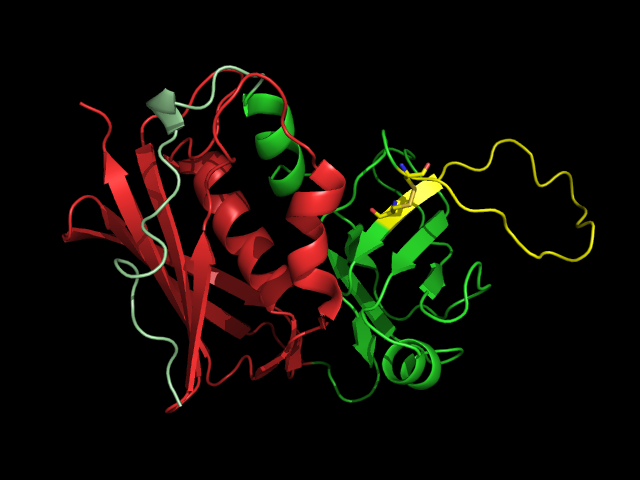
انتروتوکسین استافیلوکوک B مثالی بارز از یک سوپرآنتی‌ژن است.

سوپرآنتی‌ژن (انگلیسی: Superantigen) طبقه‌ای از آنتی‌ژن‌ها هستند که می‌توانند لنفوسیت‌های تی را بدون اختصاصیت و به‌طور چند رده‌ای فعال کنند که منجر به آزادسازی سیتوکین‌های فروانی می‌شود و متعاقب آن سیستم ایمنی را به‌طور شدیدی فعال خواهد کرد. سوپرآنتی‌ژن‌ها با اتصال به پروتئین MHC روی سلول‌های عرضه‌کننده آنتی‌ژن و TCR سلول‌های تی کمک‌کننده مجاور، به‌این طریق مولکول‌های سیگنال‌دهنده را جمع کرده و لنفوسیت‌های تی را صرف نظر از نوع پپتید مجموعه مولکولی MHC فعال می‌کند. سوپرآنتی‌ژن‌ها توسط برخی ویروس‌ها و باکتری‌های بیماری‌زا ساخته می‌شود تا احتمالاً بتواند دفاعی دربرابر سیستم ایمنی بدن باشد. در مقایسه با یک آنتی‌ژن معمولی که تنها قادر به القای فعال‌سازی ۰٫۰۰۰۱–۰٫۰۰۱٪ از سلول‌های تی است، سوپرآنتی‌ژن‌ها حتی قادرند تا ۲۰٪ از کل سلول‌های تی بدن را فعال کنند.
مقدار عظیم سلول‌های تی فعال شده پاسخ ایمنی شدیدی ایجاد می‌کنند که اختصاصی اپیتوپ سوپرآنتی‌ژن عمل نمی‌کند؛ بنابراین بنیادی‌ترین قابلیت سیستم ایمنی تطبیقی، یعنی حمله اختصاصی به آنتی‌ژن‌ها، در اینجا از بین می‌رود. مهم‌تر از آن ترشح مقدار بسیار زیادی از سیتوکین‌هاست که اینترفرون گاما مهم‌ترین آنها به‌شمار می‌رود. این مقدار بیش‌ازحد اینترفرون گاما منجر به فعال‌سازی ماکروفاژها و متعاقب آن تولید سطوح زیادی از سیتوکین‌ها مانند اینترلوکین ۱، اینترلوکین ۶ و TNF-آلفا می‌شود. TNF-آلفا برای واکنش‌های التهابی بدن ضروری است و سطوح اندک ترشح موضعی آن در شرایط طبیعی به سیستم ایمنی در دفاع علیه عوامل بیماری‌زا کمک می‌کند. اما درین شرایط و با ترشح سطوح زیاد و به‌طور سیستمیک می‌تواند منجر به علائم مهلک و تهدید کننده حیات مانند شوک عفونی و اختلال عملکرد اندام‌های متعدد بشود.

## برای مطالعهٔ بیشتر
- دیتابیس سوپرآنتی‌ژن‌ها در بیرکبک، دانشگاه لندن
  - مقدمه‌ای بر سوپرآنتی‌ژن‌ها
- فهرست پروتئین‌های سوپرآنتی‌ژن از یونی‌پروت
- Superantigens در سرعنوان‌های موضوعی پزشکی (MeSH) در کتابخانهٔ ملی پزشکی ایالات متحدهٔ آمریکا